# Anneissia
Anneissia Summers, Messing & Rouse, 2014 è un genere di crinoidi della famiglia Comatulidae.

## Tassonomia
Il genere comprende le seguenti specie:
- Anneissia bennetti (Müller, 1841)
- Anneissia grandicalyx (Carpenter, 1882)
- Anneissia intermedia (AH Clark, 1916)
- Anneissia japonica (Müller, 1841)
- Anneissia muelleri Rowe, Hoggett, Birtles & Vail, 1986
- Anneissia pinguis (AH Clark, 1909)
- Anneissia plectrophorum (HL Clark, 1916)
- Anneissia solaster (AH Clark, 1907)